# Krebsinformationsdienst des Deutschen Krebsforschungszentrums
Der Krebsinformationsdienst ist ein kostenloses Angebot des Deutschen Krebsforschungszentrums (DKFZ) für Krebspatienten, ihre Familien und Freunde sowie für alle Ratsuchenden. Die Ärzte des Krebsinformationsdienstes beantworten Fragen zum Spektrum der Onkologie am Telefon oder per E-Mail – in verständlicher Form und auf dem aktuellen Stand der Wissenschaft. 2019 wurden 33.000 individuelle Anfragen beantwortet. Die Webseite bietet Informationen zum Thema Krebs sowie Adressen für Ansprechpartner und weiterführende Links. „krebsinformationsdienst.med“ heißt das kostenlose Angebot, das speziell für Ärzte sowie andere Fachkreise entwickelt wurde.

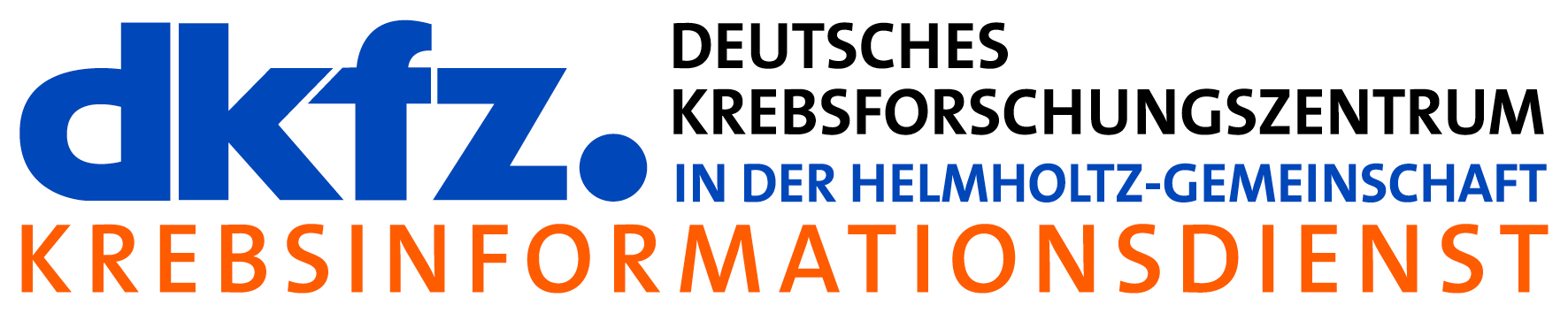
Logo des Krebsinformationsdienstes, DKFZ

## Aufgaben
Der Krebsinformationsdienst liefert wissenschaftlich fundierte Informationen zu folgenden Themen:
- Vorbeugung, Früherkennung
- Diagnose
- Behandlungsmöglichkeiten von Krebs
- Leben mit der Erkrankung
- Psychoonkologische und sozialrechtliche Fragestellungen
- Krebsforschung

Alle Informationen sind aktuell, leicht verständlich und qualitätsgesichert. Das Angebot ersetzt nicht das Gespräch mit den behandelnden Ärzten.
Im Mittelpunkt des Dienstes stehen die Anliegen und Bedürfnisse der Krebspatienten und -patientinnen und ihrer Angehörigen. Der Krebsinformationsdienst fördert den Dialog zwischen Patient und Arzt, unterstützt die Beteiligung von Patientinnen und Patienten an medizinischen Entscheidungen und stärkt die Gesundheitskompetenz des Einzelnen.
Der Krebsinformationsdienst versteht sich darüber hinaus als Ansprechpartner für alle Bürgerinnen und Bürger, die sich zum Thema Krebs informieren möchten oder einen Rat suchen.
Das Angebot des Krebsinformationsdienstes wird getragen von Empathie und Respekt gegenüber der Situation, den Sichtweisen und Werten von Patientinnen und Patienten sowie ihrem kulturellen Hintergrund.
Der Krebsinformationsdienst trägt in Form von Begleitforschung zur Verbesserung der Versorgung von Krebspatienten bei.

## Service für Betroffene und ihre Angehörigen
Alle Fragen werden kostenlos, individuell, wissenschaftlich fundiert und verständlich beantwortet.
Die Ärzte des Krebsinformationsdienstes nehmen sich Zeit für die Ratsuchenden und besprechen ihre individuelle Situation und die anstehenden Schritte. Neben medizinischen Sachverhalten wird auch auf Sorgen und Ängste eingegangen.
Der Krebsinformationsdienst bietet Orientierung im Gesundheitswesen und hilft, geeignete Ansprechpartner zu finden.
Die Seite www.krebsinformationsdienst.de bietet eine bundesweite Adressdatenbank für Krebsberatungsstellen und niedergelassene Psychoonkologen und unterstützt bei der Suche nach Selbsthilfeorganisationen. Zu vielen Krebsthemen können Broschüren, Flyer und Informationsblätter kostenlos bestellt oder von der Internetseite heruntergeladen bzw. ausgedruckt werden. Das Internetportal Krebsinformationsdienst.de ist am Programm „Verlässliches Gesundheitswissen“ des Deutschen Netzwerks Gesundheitskompetenz beteiligt.

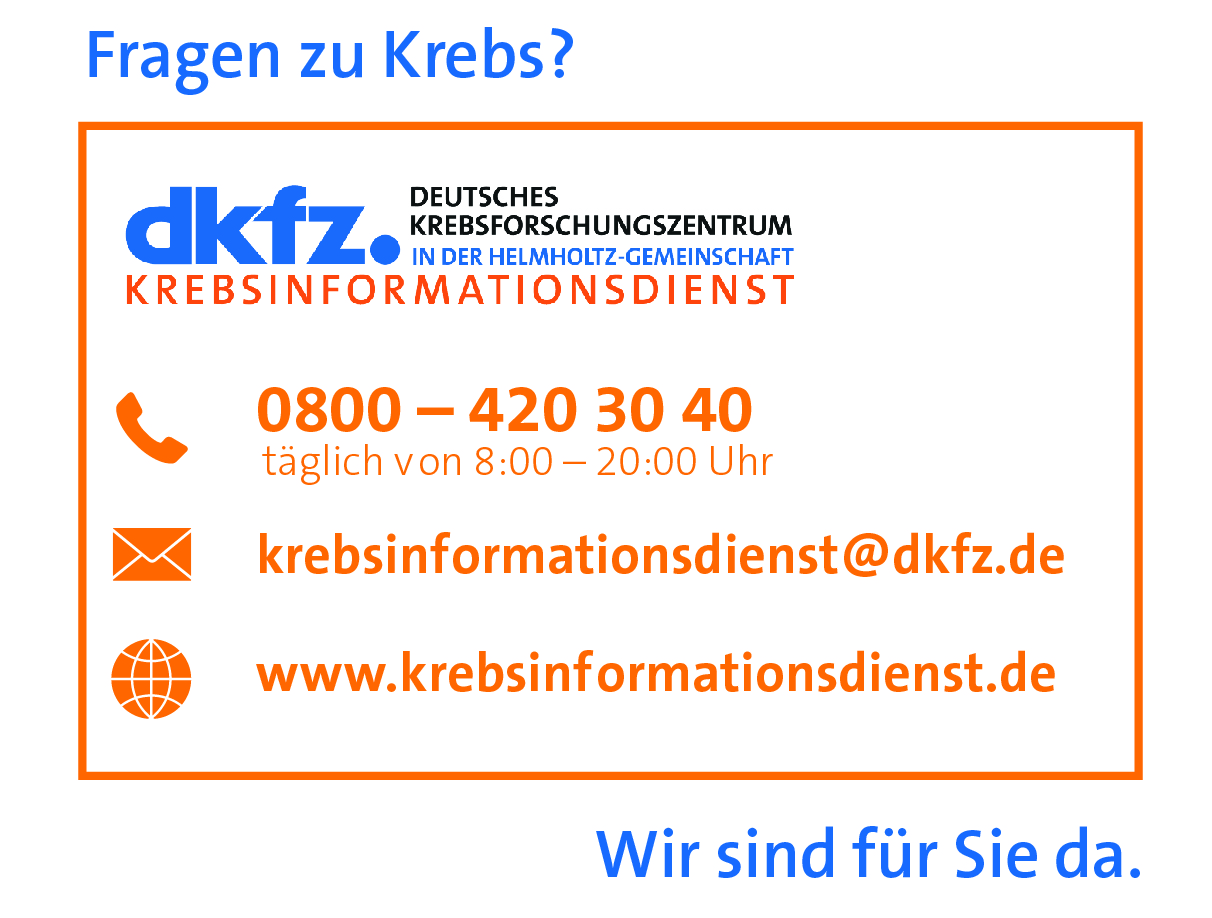
Kontaktdaten des Krebsinformationsdienst für Patienten, Angehörige und interessierte Bürger.

## Service für Fachkreise
Unter krebsinformationsdienst.med unterstützen Ärzte Fachleute bei der Patientenversorgung telefonisch oder per E-Mail und stellen evidenzbasiertes onkologisches Fachwissen mit Quellenangaben zur Verfügung. Auf der Internetseite finden Fachleute das Ressourcen-Center mit weiterführenden Links.
Die Newsletter bieten Aktuelles aus Onkologie und Psychoonkologie.

## Arbeitsweise
Der Krebsinformationsdienst ist eine Abteilung des Deutschen Krebsforschungszentrums (DKFZ). Daher sieht er sich in besonderem Maße der Evidenzbasierung und Aktualität seiner Informationsangebote verpflichtet. Als Nationales Referenzzentrum für Krebsinformation steht der Krebsinformationsdienst zudem für hohe Qualitätsstandards bei der Informationsvermittlung. Alle vermittelten Informationen, ob telefonisch, schriftlich oder auf der Webseite, werden von Medizinerinnen, Naturwissenschaftlerinnen, Pharmazeutinnen, Psychoonkologinnen und Juristinnen täglich recherchiert, aktualisiert, auf Evidenz geprüft und in eine interne Wissensdatenbank überführt. Auf dieser Grundlage werden jedem Ratsuchenden wissenschaftlich fundierte Informationen, auf dem aktuellen Stand des Wissens zur Verfügung gestellt.
2021 sind 69 Mitarbeiter beim Krebsinformationsdienst beschäftigt.

## Geschichte
Der Krebsinformationsdienst wurde 1986 auf Initiative von Hilke Stamatiadis-Smidt und Almuth Sellschopp am Deutschen Krebsforschungszentrum (DKFZ) gegründet und nach einer ersten erfolgreichen Phase formell in das DKFZ eingegliedert, unter Leitung von Hilke Stamatiadis-Smidt. Ziel war es, beim DKFZ eingehende Patientenfragen nicht nur wissenschaftlich fundiert, sondern auch patientengerecht zu beantworten. Nach dem Vorbild des amerikanischen Cancer Information Service am National Cancer Institute (NCI) wurde der Krebsinformationsdienst zunächst als ein reiner Telefondienst etabliert.
Der steigende Bedarf an Informationen führte in den folgenden Jahren und Jahrzehnten zur Ausweitung des Angebots:
- 1999 ging die Internetseite www.krebsinformationsdienst.de online
- Im Jahr 2001 wurde der E-Mail-Service eingerichtet.
- Am UniversitätsCentrum Dresden wurde 2010 eine Zweigstelle eröffnet.
- Seit 2012 ist der Krebsinformationsdienst in den sozialen Medien präsent, zunächst auf Facebook, später auch auf Instagram.
- Das Angebot krebsinformationsdienst.med richtet sich seit 2014 an Fachleute, die an der Versorgung von Krebspatienten beteiligt sind.

## Finanzierung
Der Krebsinformationsdienst wird aus öffentlichen Mitteln finanziert (90 Prozent trägt das Bundesministerium für Bildung und Forschung, 10 Prozent das Land Baden-Württemberg). Alle Informationen sind neutral, unabhängig frei von Werbung und kostenlos.

## Kooperationspartner
Vertraglich geregelte Kooperationen bestehen mit den folgenden Einrichtungen:
- AOK-Bundesverband
- Felix Burda Stiftung
- Gesund.bund.de
- Informationsdienste des Helmholtz-Zentrums München[9][10][11]
- International Cancer Information Service Group (ICISG)[12]
- Krebsliga Schweiz
- Nationales Centrum für Tumorerkrankungen in Heidelberg und Dresden
- Thoraxklinik Heidelberg
- Stiftung Unabhängige Patientenberatung Deutschland (UPD)
- Zentrum für Krebsregisterdaten des Robert Koch-Instituts

In folgenden Verbänden besteht eine institutionelle Mitgliedschaft des Krebsinformationsdienstes:
- Deutsches Netzwerk Evidenzbasierte Medizin
- Aktionsforum Gesundheitsinformationssystem